# Beach Polo

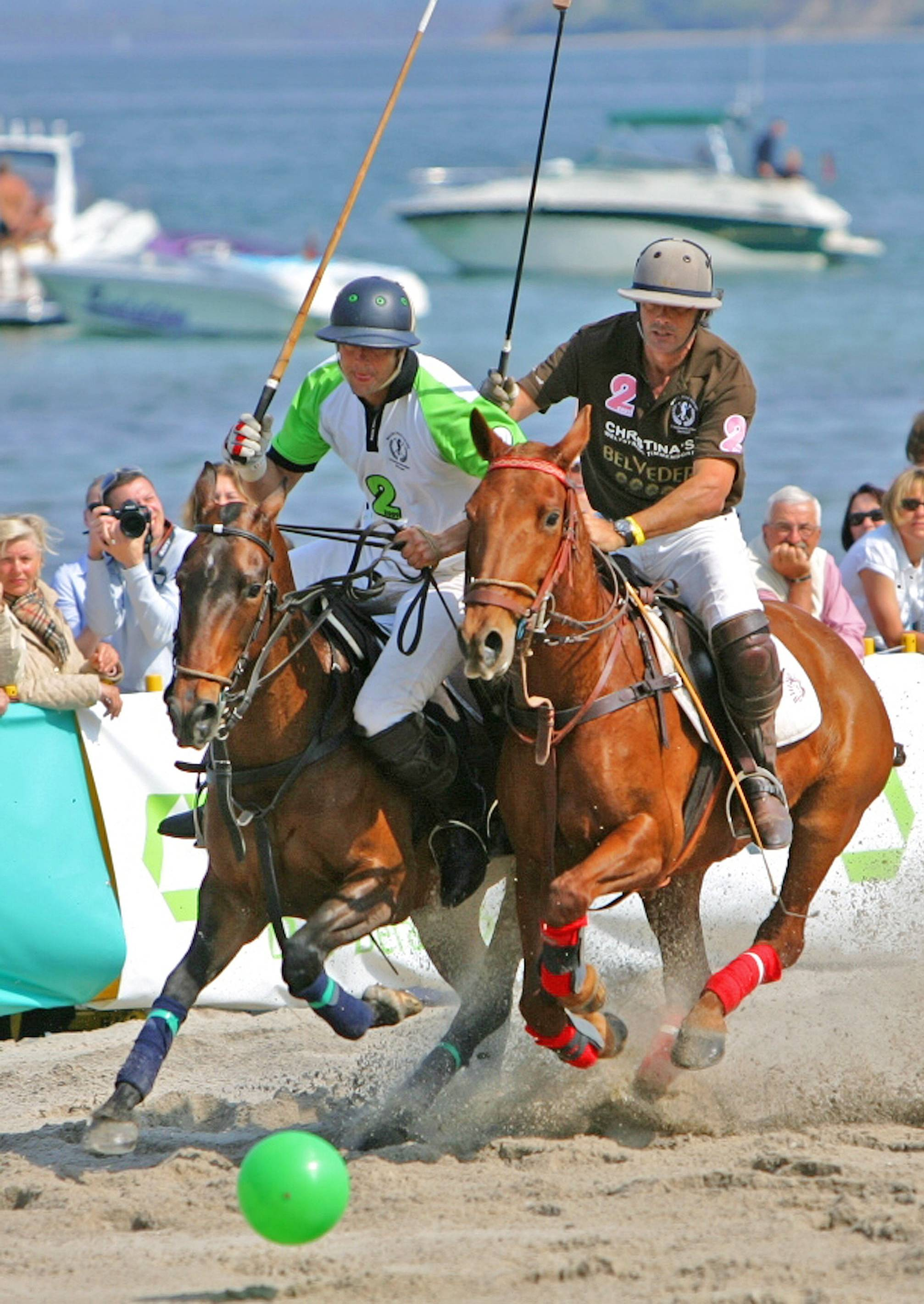
Beach Polo in Timmendorfer Strand

 Beach Polo ist eine Abwandlung des Arena-Polos, das auf Sand oder am Strand ausgetragen wird. 

## Geschichte
Lange Zeit gab es Beach-Polo nur in Dubai und Miami. Die Idee stammte von dem Geschäftsmann Rashid al Habtoor und dem Eventmanager Sam Katiela.

In Deutschland waren es Alexander Schwarz und Thomas Strunck, die die Entwicklung des Beach-Polos vorantrieben.  Der 1. Beach Polo World Cup Sylt fand 2008 auf Sylt statt, organisiert durch Jo Schneider, der vor 11 Jahren das erste öffentliche Turnier auf Sylt veranstaltet hatte. 2007 startete ein weiteres Turnier am Timmendorfer Strand. Im Rahmen des Turniers wurde im Jahr 2016 erstmals die Deutsche Beach-Polo-Meisterschaft ausgetragen.
Seit 2008 wird auch in Sandbanks in England auf Sand gespielt. Im Juli 2009 wurden dort zum zweiten Mal die Britischen Beach Polo Championships ausgerichtet. Weiterhin findet  auch zum dritten Mal 2018 der Rovinj Beach Polo Cup in Rovinj, Kroatien, statt.

## Spiel

### Spielfeld
Gespielt wird auf einem rund 100 mal 40 Meter großen Feld am Strand oder auf Sand. Das Spielfeld wird präpariert, indem die oberste, weiche Sandschicht abgetragen und der darunter liegende Sand verfestigt wird. 

Zwischen den Chukka wird das Feld mit einem speziellen Fahrzeug gepresst und geglättet, so dass über den gesamten Turnierverlauf gleich bleibende Spielbedingungen herrschen.

### Spielabschnitte
Jedes Spiel geht über vier „Chukka“, die je nach Veranstaltung zwischen 6,5 und 7,5 Minuten dauern.

### Teams
Zwei Teams mit je zwei bis vier Spielern treten gegeneinander an.

## Pferde
Für die Pferde ist das Spiel auf Sand anstrengender als auf einem Rasenplatz oder Wiesenfeld. Die Pferde werden während des laufenden Spiels regelmäßig ausgewechselt, um die Tiere zu schonen. Jedes Pferd ist bei jedem der Matches nur jeweils sechseinhalb Minuten im Einsatz. Daher benötigt jeder Spieler für ein Turnier mindestens zwei Pferde.